# Pierre de Saint Jacob

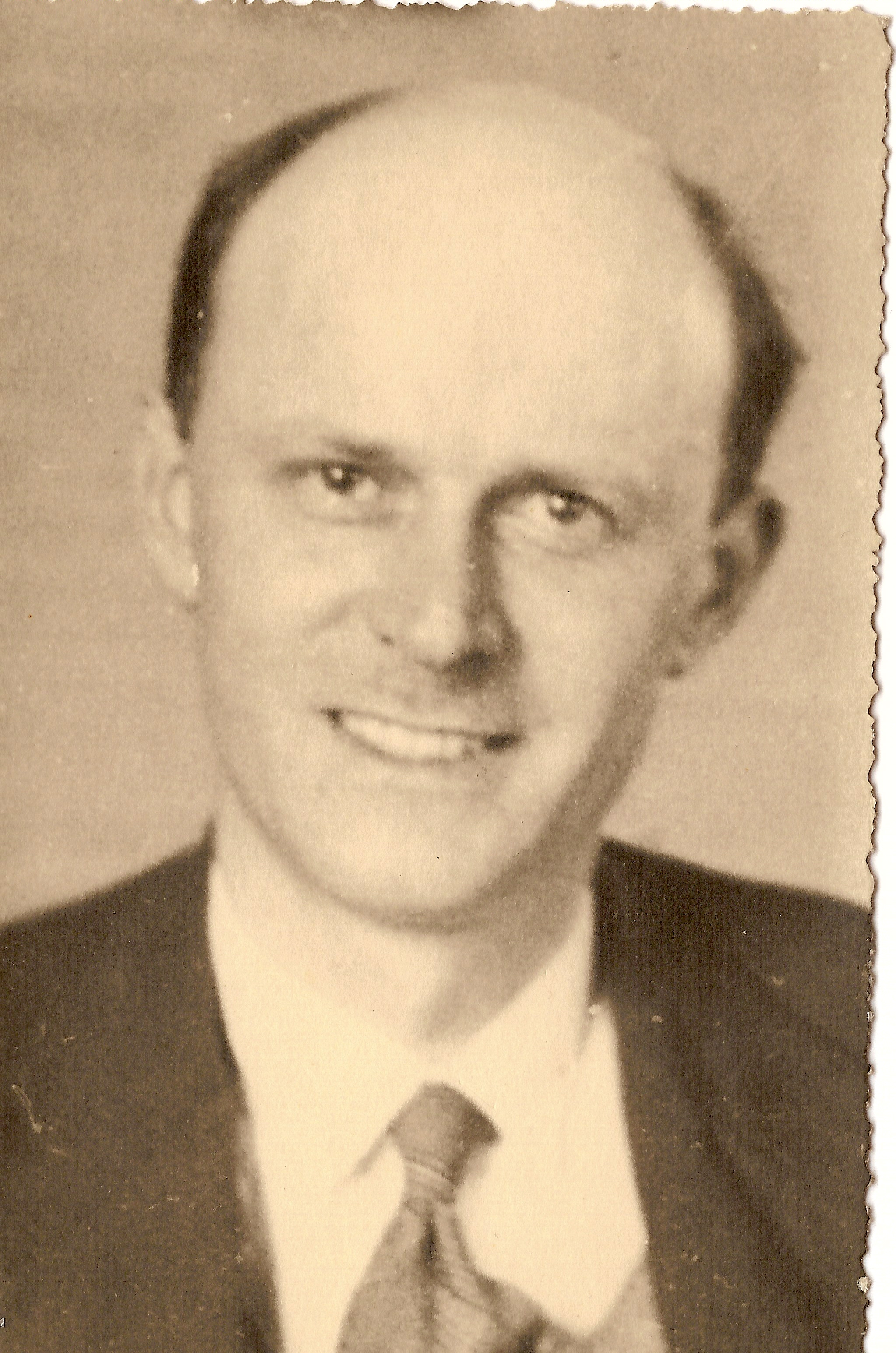
Pierre de Saint Jacob (um 1942)

Pierre de Saint Jacob (* 27. Januar 1906 in Mervans, Département Saône-et-Loire; † 20. November 1960 in Dijon) war ein französischer Historiker, der sich insbesondere mit der Geschichte der Landbevölkerung befasste und speziell aus seiner Heimat der Bourgogne in der Neuzeit.
Er ging in Louhans und Mâcon zur Schule und unterrichtete in Louhans, während er weiter in Dijon studierte mit dem Lizentiats-Abschluss 1930. Er war dort Schüler von Gaston Roupnel, der ihn auch weiter förderte. Danach bereitete er sich auf die Agrégation vor, unter anderem bei André Allix (1889–1966) in Lyon, und unterrichtete nach dessen Erhalt 1938 (wobei er als Vierter im Wettbewerb abschloss) in Dijon (Lycée Carnot). Er unterrichtete dort bis 1957, bis auf die Zeit 1946 bis 1948, als er für das CNRS forschte. Ab 1957 lehrte er an der Universität (Faculté des Sciences) in Dijon, wo er noch kurz vor seinem plötzlichen Tod den für ihn geschaffenen Lehrstuhl für Geschichte der Neuzeit erhalten sollte.
Seine Dissertation war über die Bauern in der Bourgogne Ende des 18. Jahrhunderts und wurde noch unter Marc Bloch von der Annales-Schule begonnen und dann bei Ernest Labrousse 1959 an der Sorbonne eingereicht. Er starb noch vor deren Veröffentlichung 1960 an einem Herzanfall. Er veröffentlichte zu dem Thema allerdings schon seit den 1930er Jahren.
Er war seit 1943 mit der Geschichtslehrerin Fernande Thabussot (gestorben 1958) verheiratet und hatte mit ihr einen Sohn und eine Tochter. Er liegt in seinem Heimatort Mervans begraben.

## Schriften
- Paysans de la Bourgogne du nord au dernier siècle de l’Ancien Régime, Ed. Universitaire de Dijon 1960
- Documents relatifs à la communauté villageoise en Bourgogne, 1962
- Des terroirs et des hommes, 2008 (Aufsätze)